# Young Detective Dee: Rise of the Sea Dragon
Young Detective Dee: Rise of the Sea Dragon (狄仁傑之神都龍王) és una pel·lícula d'acció-aventures fantasia i misteri xinesa del 2013 dirigida, produïda i coescrita per Tsui Hark, i una preqüela de la pel·lícula de Tsui de 2010 El detectiu Di i el misteri de la flama fantasma. L'actor taiwanès-canadenc Mark Chao agafa el relleu d'Andy Lau com a jove Dee Renjie, mentre que William Feng, Kenny Lin, Ian Kim (en el seu debut xinès) i Angelababy coprotagonitzen al costat d'una Carina Lau que torna de Misteri de la flama fantasma, arrodonint cap amunt el repartiment del conjunt. La pel·lícula es va rodar en 3D natiu.
A Rise of the Sea Dragon, Di investiga els orígens i la naturalesa d'un atac contra la flota xinesa, que es creu que va ser causat per una misteriosa criatura marina. Una seqüela de la pel·lícula i la tercera entrega de la sèrie Detective Dee, titulada Detective Dee: The Four Heavenly Kings, es va estrenar el 2018, amb Chao, Feng, Lin i Lau. tots reprenent els seus papers.

## Argument
L'any 660, una flota xinesa és atacada per un misteriós monstre marí al Mar de la Xina Oriental, destruint molts vaixells i deixant la resta severament danyat. L’emperadriu Wu Zetian (Carina Lau) acusa a Yuchi (Feng Shaofeng), membre del Ministeri de Justícia, d'investigar els atacs dels monstres marins, amenaçant d'execució si no ho aconsegueix en deu dies. El jove Dee Renjie (Mark Chao) arriba a la capital imperial Luoyang, després de rebre una recomanació per unir-se al Tribunal de Judicatura i Revisió (Da Li Si). Per accident, escolta un pla per segrestar l'ofrena per apaivagar el monstre marí, la cortesana Yin Ruiji (Angelababy). Mentre Dee lluita contra els segrestadors, Ruiji és presa per una criatura marina diferent, humanoide, però Dee la rescata abans que la criatura pugui escapar. En arribar al lloc dels fets, Yuchi fa arrestar a Dee i envia a Ruiji sota custòdia protectora. A la presó, Dee es fa amistat amb l'assistent mèdic Shatuo (Lin Gengxin), que l'ajuda a escapar.
Mentrestant, la criatura visita el Ruiji en recuperació. En adonar-se que la criatura és el seu amant desaparegut, la fabricant de te Yuan Zhen, intenta comunicar-se amb ell just quan un grup de sicaris emmascarats ataca la casa. Dee, Yuchi i Shatuo arriben per lluitar contra els sicaris. Després de rescatar a Yuchi, Dee és atacat de sobte per Yuan, que s'amagava a l'ampli ràfec. Mentre lluiten, la Ruiji de sobte apunyala Dee i amenaça de matar-se, fent que Yuan fugi. Després, Ruiji li diu a Dee la veritat sobre Yuan. Deduint les pistes, Dee s'adona que els atacants provenen de la petita nació guerrera de Dondo, i busquen Yuan per enverinar el te imperial i així matar l'Emperador Gaozong (Chien Sheng) i la seva cort. Dee, Shatuo i Ruiji troben l'amagatall d'un Yuan salvatge i aconsegueixen sotmetre'l. El porten al metge imperial Wang Pu, que li administra un sedant. El doctor Wang Pu descobreix que la transformació de Yuan ha estat causada per escarabats femers i és capaç de curar-lo de la infestació. Un cop Yuan es recupera, recorda com va ser enverinat pel líder Dondo per no participar en el seu pla. Wang Pu aconsegueix produir un antídot, que es pot distribuir a tota la cort imperial, evitant així la catàstrofe.
Després, descobreixen el traïdor dins del Da Li Si i mentre el persegueixen, es troben amb el monstre marí, una gigantesca mobula mutada pel Dondo utilitzant paràsits i verí. Mentrestant, l'emperadriu Wu empresona en Ruiji ja que és del regne de Fuyu, però Dee aposta amb l'emperadriu que si captura el líder rebel en un dia, alliberarà Ruiji. Basant-se en les pistes proporcionades per Yuan, Dee i Yuchi dedueixen l'illa on s'han d'amagar els rebels, aterren a l'illa de nit i s'enfronten als rebels; es produeix una baralla i Huo Yi (Dong Hu), el cap dels rebels Dondo, finalment és assassinat. Mentre tornen de l'illa, es troben amb el monstre marí, que ataca la seva flota. Finalment, llancen un esquer de peix enverinat al monstre marí, que arrossega l'últim vaixell però deixa anar quan el verí fa efecte, morint. Els Da Li Si tornen victoriosos i Dee rep el prestigiós "Dragon Taming Mace" de l'Emperador, a més de ser nomenat nou cap de Da Li Si. Per consell de Dee, els ara curats Yuan i Ruiji fugen de la ciutat per evitar més conflictes amb la venjativa emperadriu.

## Repartiment
- Mark Chao com a Dee Renjie, que ha vingut a la capital Luoyang per ser un oficial de Da Lisi; mentre es presenta al servei, és empresonat pel ministre en cap de Da Lisi, Yuchi Zhenjin, després de salvar la cortesana Yin Ruiji. Utilitzant les seves habilitats, Dee persuadeix Shatuo Zhong perquè l'alliberi de la presó, i junts, amb l'ajuda de Yin Ruiji, resolen el cas.
- Feng Shaofeng com a Yuchi Zhenjin, el ministre en cap de Da Lisi; és nomenat per l'emperadriu Wu per investigar el cas del drac de mar o perdre la seva vida en fracàs. El cap Da Lisi és expert en arts marcials i està destinat a convertir-se en adversari i aliat de Dee Renjie.
- Lin Gengxin com Shatuo Zhong, un metge de la presó i l'aprenent del Doctor Imperial Wang; utilitza les seves habilitats mèdiques per ajudar el jove detectiu a resoldre el cas.
- Kim Bum com a Yuan Zhen, un teiner i un guapo erudit; és enverinat pel Dondo i obligat a fer te amb la llengua d'ocell com a part del seu pla.
- Angelababy com a Yin Ruiji, la cortesana més bella de la capital; salvat per Dee Renjie i l'amant de Yuan Zhen, Yin proporciona pistes sobre el cas del Drac de Mar.
- Carina Lau com a Emperadriu Wu Zetian, l'autèntica figura de l'Emperador darrere de la Cort Imperial a l'inici del seu regnat, repetint el seu paper de la primera pel·lícula; ella assigna el ministre en cap de Da Lisi, Yuchi, i més tard el jove detectiu Dee, per resoldre el cas del drac de mar.
- Chen Kun com el Doctor Wang Pu, el professor de Shatuo; investiga verins bojos experimentant-los amb els seus alumnes. Va deixar que Shatuo anés a Da Lisi per obtenir una mà ajustada per a la seva mà de goril·la. Ell descobreix com i per què el senyor Yuan va ser enverinat.